# Archanara nigrosignata
Archanara nigrosignata är en fjärilsart som beskrevs av Edward Alfred Cockayne 1952. Archanara nigrosignata ingår i släktet Archanara och familjen nattflyn. Inga underarter finns listade i Catalogue of Life.